# وزارت اطلاعات
وزارت اطلاعات جمهوری اسلامی ایران (به‌اختصار: واجا)، از وزارت‌خانه‌های دولت جمهوری اسلامی ایران است که مسئولیت گردآوری و پردازش اطلاعات امنیتی داخلی و خارجی، فعالیت‌های جاسوسی/ضدجاسوسی و مقابله با سازمان‌های اطلاعاتی خارجی و همچنین مبارزه با سازمان‌های سیاسی مخالف نظام جمهوری اسلامی برعهده دارد.
از سال ۱۴۰۰ در دولت سیزدهم، سید اسماعیل خطیب به‌عنوان وزیر اطلاعات فعالیت می‌کند.همچنین در دولت چهاردهم مسعود پزشکیان؛ خطیب در این مقام ابقاء شده.
این وزارت‌خانه از سوی ایالات متحده آمریکا و اتحادیه اروپا به اتهام حمایت از تروریسم، نقض حقوق شهروندان ایرانی و فعالیت‌های تروریستی مورد تحریم اقتصادی واقع شده است. از جمله سرکوب سیاسی پیامدهای انتخابات ریاست جمهوری دهم ایران در سال ۱۳۸۸ و آبان خونین ۱۳۹۸. وزارت اطلاعات طی ۴۰ سال گذشته تعداد زیادی از منتقدان و مخالفان جمهوری اسلامی را در داخل و خارج ایران به شیوه‌های مختلف ربوده، ترور کرده یا به قتل رسانده است. از جمله پرونده قتل‌های زنجیره ای دهه ۷۰ هجری شمسی که طی آن غالباً متفکران، روشنفکران و ادیبان به قتل رسیدند.

## نیروی انسانی

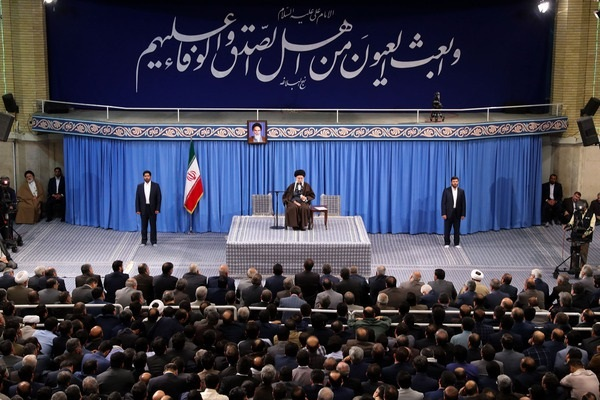
دیدار مدیران و کارکنان وزارت اطلاعات با سید علی خامنه‌ای در فروردین ۱۳۹۷ هرگونه عکس دربارهٔ وزارت اطلاعات با کیفیت پایین و بدون نشان دادن چهره کسی منتشر می‌شود

تاکنون هیچ‌گونه آمار رسمی از تعداد کارمندان، افسران اطلاعاتی و پرسنل شاغل در وزارت اطلاعات جمهوری اسلامی ایران منتشر نشده است، با این حال، وزارت دفاع آمریکا، در ژانویه ۲۰۱۳ میلادی، گزارشی ۶۴ صفحه‌ای دربارهٔ وزارت اطلاعات جمهوری اسلامی ایران منتشر نمود، که در این گزارش، به نقل از شخصی بنام مگنوس رانستورپ، تعداد پرسنل این وزارت‌خانه در حدود ۳۰ هزار نفر اعلام گردید. گرچه بخش اعظم از شمار کارکنان منتسب به وزارت اطلاعات، مربوط به آمار کارکنان سازمان حراست کل کشور می‌باشد، که از نیروهای حراست ادارات سایر وزارتخانه‌ها و سازمان‌های دولتی محسوب می‌شوند.
اعضای فعال این وزارتخانه در ادبیات رهبران جمهوری اسلامی، با لقب «سربازان گمنام امام زمان» شناخته می‌شوند.

## دفتر پیگیری وزارت اطلاعات
دفتر پیگیری وزارت اطلاعات (واقع در تهران) یکی از زیرمجموعه‌های وزارت اطلاعات جمهوری اسلامی ایران است.
در سال‌های اخیر گزارش‌های زیادی مبنی بر احضار و بازجویی فعالان سیاسی، دانشجویان و خانوادهٔ زندانیان سیاسی توسط این نهاد اطلاعاتی وجود داشته است. همچنین از این محل برای نگه‌داری و بازجویی برخی از بازداشت‌شدگان استفاده می‌شود.

## دانشگاه اطلاعات و امنیت ملی
وزارت اطلاعات دارای واحد آموزشی مستقل بنام؛ دانشگاه اطلاعات و امنیت ملی است، که در سال ۱۳۶۵ به‌عنوان زیرمجموعه‌ای از وزارت اطلاعات و با نام دانشگاه امام باقر فعالیت خود را آغاز نمود. این دانشگاه در سال ۱۳۹۵ به دانشگاه اطلاعات و امنیت ملی تغییر نام داد. این دانشگاه در شمال شرقی تهران، منطقه ازگل، خیابان مینی سیتی قرار دارد. جایی که در انتهای خیابان مقر فرماندهی کل ارتش جمهوری اسلامی ایران نیز وجود دارد.

## زندان‌های پنهانی وزارت اطلاعات
فهرست برخی از زندان‌ها و بازداشتگاه‌های وزارت اطلاعات (واجا):
1. بازداشتگاه اداره اطلاعات ارومیه
2. بازداشتگاه اداره اطلاعات سنندج
3. بازداشتگاه اداره اطلاعات کرمانشاه

قوه قضائیه از سال ۱۳۸۵ مجوز ایجاد و مالکیت بازداشتگاهی مستقل را در اختیار وزارت اطلاعات قرار داده است.

## قتل‌های زنجیره‌ای ایران
قتل‌های زنجیره‌ای، به کشتار برخی از شخصیت‌های سیاسی و اجتماعیِ منتقد نظام جمهوری اسلامی، در داخل و خارج از ایران، گفته می‌شود که به دست پرسنل وزارت اطلاعات در زمان وزارت علی فلاحیان و قربانعلی دری نجف‌آبادی انجام شد.
در جریان این کشتارها شخصیت‌هایی همچون داریوش فروهر (رهبر حزب ملت ایران)، همسرش پروانه اسکندری، محمدجعفر پوینده (پژوهشگر و نویسنده)، محمد مختاری (نویسنده)، کاظم سامی رهبر جنبش انقلابی مردم ایران (جاما)(۲ آذر ۱۳۶۷) و … جان خود را از دست دادند.
پس از تحقیقات در خصوص قتل‌های چهارگانه مشخص شد که سعید امامی مشاور وزارت و معاون سابق امنیت وزارت اطلاعات جمهوری اسلامی (در زمان تصدی فلاحیان)، مصطفی کاظمی معاون امنیت وزارت اطلاعات در زمان انجام قتل‌ها و اکبر خوش‌کوش رئیس گروه ضربت وزارت اطلاعات جمهوری اسلامی در این قتل‌ها دست داشتند، و به دنبال آن قربانعلی دری نجف‌آبادی وزیر اطلاعات وقت از سمت خود استعفا داد.

### ترور در خارج از ایران
به موازات انجام قتل‌های زنجیره‌ای در داخل ایران در خارج از ایران نیز یکسری ترورها توسط عوامل وزارت اطلاعات ایران انجام شد، در دوره وزارت فلاحیان برخی چهره‌های سیاسی و سرشناس مخالف جمهوری اسلامی همچون شاپور بختیار، عبدالرحمان برومند، فریدون فرخزاد، عبدالرحمان قاسملو، صادق شرفکندی، کاظم رجوی، محمد حسین نقدی و رضا مظلومان در کشورهای مختلف و به شیوه‌های متفاوت کشته شده‌اند.
برخی از ترورهای انجام شده توسط وزارت اطلاعات ذیلاً آمده است:
- ترور رضا مظلومان در حوالی پاریس
- محمدحسین نقدی (۵ فروردین ۱۳۳۰–۲۵ اسفند ۱۳۷۱) عضو و نماینده شورای ملی مقاومت در ایتالیا در ساعت ۹٫۳۰ روز ۲۵ اسفند ۱۳۷۱ در حالی‌که عازم محل کارش بود در میدان البا شهر رم توسط دو نفر که سوار بر یک موتور بودند مورد حمله قرار گرفت و ترور شد
- ترور عبدالرحمان قاسملو: وی که دبیرکل حزب دموکرات کردستان ایران بود در تاریخ ۲۲ تیر ۱۳۶۸ در شهر وین درحالی که با نمایندگان حکومت جمهوری اسلامی بر سر میز مذاکره بود توسط آنان به قتل رسید،[۳۸][۳۹] از جمله افرادی که به عنوان عامل ترور قاسملو یاد می‌شود فردی به نام محمد جعفری صحرارودی است.[۳۸][۴۰]
- ترور سعید کریمیان در ترکیه
- ترور مسعود مولوی در ترکیه

## عملیات‌ها

### عملیات موفق
- ربایش عبدالمالک ریگی در یک پرواز هوایی مسافری حین عبور از آسمان ایران
- ربایش جمشید شارمهد در امارات متحده عربی
- ربایش حبیب اسیود در ترکیه
- دستگیری علیرضا اکبری
- آزادسازی حشمت‌الله عطارزاده در پاکستان[۴۱]
- آزادسازی ایرانیان اسیر شده توسط دزدان دریایی سومالی (این عملیات با همکاری نیروی قدس سپاه پاسداران و وزارت امور خارجه انجام شد)[۴۲]

### اتهامات
- ربودن فرود فولادوند[۴۳]
- ترور فریدون فرخ‌زاد[۴۴]
- ترور کاظم رجوی[۴۵]

## تحریم
- روز پنجشنبه ۱۶ فوریه ۲۰۱۲ آمریکا، وزارت اطلاعات ایران را به اتهام سرکوب مخالفان در سوریه و همچنین نقض حقوق شهروندان ایرانی تحریم کرد، با این تصمیم دارایی‌های وزارت اطلاعات ایران توقیف می‌شود و کلیه اعضای وزارت اطلاعات نیز واجد شرایط دریافت روادید از وزارت امور خارجه نیستند. دیوید اس. کوهن، معاون وزیر تروریسم و اطلاعات مالی، گفت: «علاوه بر این، ما وزارت اطلاعات را برای حمایت از گروه‌های تروریستی، از جمله القاعده، القاعده در عراق، حزب‌الله و حماس، تعیین می‌کنیم.» در بیانیه آمده است وزارت اطلاعات، تردد عوامل القاعده در ایران را تسهیل کرده و مدارک، کارت شناسایی و گذرنامه را در اختیار آنها قرار داده است.[۴۶][۴۷]
- در مارس ۲۰۱۹ اتحادیه اروپا در پی درخواست دانمارک برای تحریم وزارت اطلاعات ایران به اتهام تلاش برای ترور مخالفان خود با این موضوع موافقت کرد. دانمارک در سال ۲۰۱۸ فردی را در ارتباط با ترور یکی از اعضای گروه تجزیه طلب جنبش مبارزهٔ عرب برای آزادی اهواز در خاک خود دستگیر کرده بود که با وزارت اطلاعات ایران در ارتباط بود.[۱۰][۱۰][۴۸]
- در طی سالهای اخیر وزیران اطلاعات ایران و معاونان و کارمندان این وزارت‌خانه به اتهام نقش داشتن در سرکوب مردم و نقض گسترده حقوق بشر در ایران توسط اتحادیه اروپا و ایالات متحده آمریکا تحریم شده‌اند. از این افراد می‌توان به غلامحسین محسنی اژه‌ای، حیدر مصلحی، محمود علوی اشاره کرد که مورد این تحریم‌ها واقع گشته‌اند.[۴۹][۵۰][۵۱]
- وزارت خزانه‌داری ایالات متحده روز دوشنبه ۲۴ آذر، محمد باصری و احمد خزایی از مقام‌های وزارت اطلاعات جمهوری اسلامی که متهم به دست داشتن در ناپدید شدن رابرت لوینسون، مأمور سابق اف‌بی‌آی هستند را در فهرست سیاه تحریم قرار داد. در نتیجه این تحریم، تمام دارایی‌های این دو فرد در حوزه صلاحیت ایالات متحده مسدود می‌شود و اتباع آمریکایی به‌طور کلی از تعامل با این دو فرد منع می‌شوند.[۵۲][۵۳][۵۴]
- روز جمعه ۱۸ شهریور ۱۴۰۱ دفتر کنترل دارایی‌های خارجی وزارت خزانه‌داری ایالات متحده، اوفک، وزارت اطلاعات ایران و اسماعیل خطیب، وزیر اطلاعات جمهوری اسلامی، را به دلیل اقدامات سایبری علیه آمریکا و متحدانش تحریم کرد.[۵۵]

## ستاد خبری
ستاد خبری وزارت اطلاعات جمهوری اسلامی ایران زیرمجموعهٔ وزارت اطلاعات است. این ستاد به منظور کسب خبر از طیف مخالفین نظام جمهوری اسلامی ایران فعالیت می‌کند. شماره تلفن این ستاد ۱۱۳ است. در سال‌های اخیر بسیاری از طیف آزادیخواهان و فعالان سیاسی چپ، دانشجویان، وبلاگ‌نویسان، خانوادهٔ زندانیان سیاسی و برخی از بهاییان به دفاتر ستاد خبری وزارت اطلاعات احضار شده و مورد بازجویی قرار گرفته و در مواردی بازداشت شده‌اند. همچنین گزارش‌هایی مبنی بر نگه‌داری برخی از بازداشت‌شدگان در زندان‌های داخل ستادهای خبری شهرستان‌ها وجود دارد.

## وزیران
اولین وزیر اطلاعات جمهوری اسلامی؛ محمد ری‌شهری بود، که به همراه سعید حجاریان به‌عنوان پایه‌گذاران این وزارتخانه شناخته می‌شوند. وی بعدها منصب خود را در زمان دولت اول اکبر هاشمی رفسنجانی به علی فلاحیان تحویل داد. در این دوره فعالیت‌های وزارت اطلاعات، در داخل و خارج کشور گسترش پیدا کرد. در دولت سیدمحمد خاتمی؛ قربانعلی دری نجف‌آبادی جای فلاحیان را گرفت. در این دوره از حیات وزارت اطلاعات قتل‌های زنجیره‌ای اتفاق افتاد، به گونه‌ای که دری نجف‌آبادی ناگزیر به استعفا گردید. با رفتن دری نجف‌آبادی، علی یونسی رئیس وقت سازمان قضایی نیروهای مسلح پست وزارت اطلاعات را بر عهده گرفت. وی در اولین اقدام، فعالیت‌های اقتصادی وزارت اطلاعات، که در قالب بیش از ۱۰۰ شرکت و مؤسسه تجاری انجام می‌گرفت را متوقف نمود.

یونسی در این باره می‌گوید:
وقتی وزیر اطلاعات شدم، آقای هاشمی ۲ بار با من بحث کردند و گفتند؛ «شیوه‌ای که شما در وزارت اطلاعات در پیش گرفته‌اید، این وزارتخانه را به شهرداری و تشکیلات بی‌خاصیت تبدیل کرده است، که هیچ‌کس نمی‌ترسد» و من هم به ایشان یادآور شدم که در همه جای دنیا به این روش می‌گویند؛ سرویس اطلاعاتی و ما هم باید به دنبال این موضوع برویم، که وزارت اطلاعات در خدمت مردم باشد.
با روی کار آمدن دولت محمود احمدی‌نژاد، غلامحسین محسنی اژه‌ای که در قوه قضائیه، قاضی ویژه وزارت اطلاعات بود، به این سمت منصوب گردید. پس از برکناری اژه‌ای، مدتی محمود احمدی‌نژاد سرپرست وزارت اطلاعات شد و در دولت بعد حیدر مصلحی به عنوان وزیر اطلاعات از مجلس رأی اعتماد گرفت. وزارت مصلحی با وجودی که وی یک بار استعفا داده بود و رئیس‌جمهور وقت، محمود احمدی‌نژاد نیز با استعفای وی موافقت کرده بود، با حمایت سیدعلی خامنه‌ای تا پایان فعالیت دولت دهم ادامه پیدا کرد. در دوران وزارت مصلحی برخی از کارکنان اصلاح‌طلب وزارت اطلاعات بازنشسته شدند (اما برخی از ان‌ها در زمان دولت یازدهم به سرکار برگشتند) این وزارتخانه رویکردی مانند زمان دولت اصلاحات ندارد.
سید محمود علوی به‌عنوان وزیر اطلاعات در دولت حسن روحانی، در انتهای مراسم تحلیف ریاست جمهوری حسن روحانی، طی نامه‌ای به مجلس شورای اسلامی پیشنهاد شد و توانست از مجلس رأی اعتماد بگیرد.[۱۱]همچنین مجدد در دولت دوازدهم به مجلس معرفی و رای اعتماد گرفت. با آغاز به‌کار دولت سیدابراهیم رئیسی، وی سید اسماعیل خطیب را به مجلس معرفی نمود. هم‌اکنون سید اسماعیل خطیب به عنوان هشتمین وزیر اطلاعات جمهوری اسلامی، تصدی این وزارتخانه را برعهده دارد.

## تولیدات سینمایی
در بهمن ۱۳۹۹، محمود علوی، وزیر وقت وزارت اطلاعات، در جریان گفتگو با صدا و سیمای جمهوری اسلامی ایران، به محصولات نمایشی تولید شده توسط وزارت اطلاعات اشاره و برای نخستین بار به صورت رسمی نام آنها را اعلام کرد. او تأیید کرد که فیلم‌های «روباه»، «ماجرای نیمروز»، «شبی که ماه کامل شد»، «سیانور»، «امکان مینا»، «روز صفر» و مجموعه‌های «گاندو»، «گاندو ۲»، «باران»، «پازل»، «سارق روح»، «تعبیر وارونه یک رؤیا» و «خانه امن» محصول وزارت اطلاعات جمهوری اسلامی هستند. در بیشتر فیلم‌ها و سریال‌هایی که علوی نام برد، مرتضی قبه، مقام امنیتی وزارت اطلاعات ایران با نام مستعار مرتضی اصفهانی به عنوان نویسنده و مشاور تولید همکاری کرده است.
رادیو فردا در ۳۰ بهمن ۱۳۹۹ برای نخستین بار گزارش داد که فیلم «روز صفر» به کارگردانی سعید ملکان و با فیلمنامه بهرام توکلی محصول وزارت اطلاعات است.

## مدرسه حقانی
تعدادی از وزرای اطلاعات و نیز بسیاری از معاونین وزیر و مقامات ارشد وزارت اطلاعات، همچون محمد محمدی ری شهری، علی فلاحیان، علی یونسی، مصطفی پورمحمدی، غلامحسین محسنی اژه‌ای و روح‌الله حسینیان از مدرسه حقانی فارغ‌التحصیل شده‌اند.

## اعضای شناخته‌شده
- سید یحیی حسینی پنجکی با نام مستعار «یحیی حمیدی»، معاون امنیت داخلی وزارت اطلاعات و رئیس «میز اسرائیل» در دوره سید اسماعیل خطیب[۷۷]
- حسین صفدری، از معاونان وزارت اطلاعات در دورهٔ سید اسماعیل خطیب[۷۸]
- ابوالقاسم مصباحی معروف به «شاهد c»، از مدیران ارشد وزارت اطلاعات در زمان وزارت علی فلاحیان[۷۹]
- مصطفی پورمحمدی، قائم‌مقام وزیر اطلاعات (۱۳۷۸–۱۳۷۶)
- علی ربیعی با نام مستعار «عباد»، معاون حقوقی وزارت اطلاعات در دهه ۶۰ و ۷۰ خورشیدی
- حسام‌الدین آشنا، قائم‌مقام وزیر اطلاعات در دورهٔ قربانعلی دری نجف‌آبادی
- سید رضا صالحی امیری با نام مستعار «برادر فلاح»، معاون ویژه وزیر اطلاعات در دهه ۶۰ و ۷۰ خورشیدی
- محمدجواد آذری جهرمی، کارشناس بخش معاونت فنی وزارت اطلاعات (۱۳۸۰ تا ۱۳۸۸)
- جواد آزاده، معاون امنیت وزارت اطلاعات در دورهٔ آخر علی فلاحیان
- امیر تهرانی، از معاونان وزارت اطلاعات
- ناصر سرمدی پارسا، با نام مستعار «برادر حمید»، معاون امنیت وزارت اطلاعات در زمان وقوع قتل‌های زنجیره‌ای
- اسفندیار رحیم مشایی، مسئول بخش کردها و مناطق بحرانی کشور
- مرتضی قبه، از کارشناسان وزارت اطلاعات و از متهمان قتل‌های زنجیره‌ای
- اکبر خوش‌کوش، معروف به «فرنگی‌کار»، رئیس گروه ضربت و مشاور عملیات وزارت اطلاعات و متهم به فرماندهی تیم ترور وزارت اطلاعات در خارج از ایران
- سعید امامی با نام مستعار «سعید اسلامی»، معاون امنیت وزارت اطلاعات در دورهٔ علی فلاحیان، رئیس گروه مشاوران وزیر در دورهٔ قربانعلی دری نجف‌آبادی و از متهمان قتل‌های زنجیره‌ای
- مصطفی کاظمی، با اسامی مستعار «موسوی و هاشمی»، جانشین معاونت امنیت وزارت اطلاعات و از متهمان قتل‌های زنجیره‌ای
- مهرداد عالیخانی، با اسم مستعار «صادق مهدوی»، مدیرکل اداره چپ نو در وزارت اطلاعات و از متهمان قتل‌های زنجیره‌ای
- اسدالله اسدی، افسر اطلاعاتی[۸۰]
- سعید هاشمی مقدم، معاون امنیت داخلی وزارت اطلاعات[۷۷][۸۱]
- علی‌اکبر حسینی محراب، مدیر کل اطلاعات خوزستان و معاون اقتصادی و مبارزه با فساد وزارت اطلاعات در زمان محسنی اژه ای
- کاظم کاظمی، قائم مقام وزیر اطلاعات در ابتدای تأسیس وزارت اطلاعات
- سعید حجاریان، قائم مقام و معاون امنیتی وزارت اطلاعات در زمان ری شهری
- عبدالله شهبازی، تاریخ پژوه مرتبط با وزارت اطلاعات
- غلامرضا مکعیان با نام مستعار رضا ملک، معاون تحقیق و بررسی وزارت اطلاعات در زمان علی فلاحیان
- احمد پورنجاتی، مدیر کل فرهنگی وزارت اطلاعات در زمان ری شهری
- حبیب‌الله حقیقی، معاون فرهنگی وزارت اطلاعات در زمان علی یونسی
- مجید علوی، معاون خارجی و قائم مقام وزارت اطلاعات در زمان حیدر مصلحی
- روح‌الله حسینیان، جانشین نماینده دادگاه انقلاب در وزارت اطلاعات
- محمد باصری، تحت تعقیب پلیس فدرال آمریکا برای ربودن رابرت لوینسون[۸۲]
- احمد خزایی، تحت تعقیب پلیس فدرال آمریکا برای ربودن رابرت لوینسون[۸۳]